# Кастрат (Албанија)
Кастрат (алб. Kastrat) је насељено место у општини Велика Малесија у округу Скадар, Албанија. Према попису из 2001. године било је 575 становника.
Кастрат су једно од насеља малисорског племена Кастрати, налазе се у Горњим Кастратима.